# Grand-Popo
Grand-Popo es una comuna beninesa perteneciente al departamento de Mono.

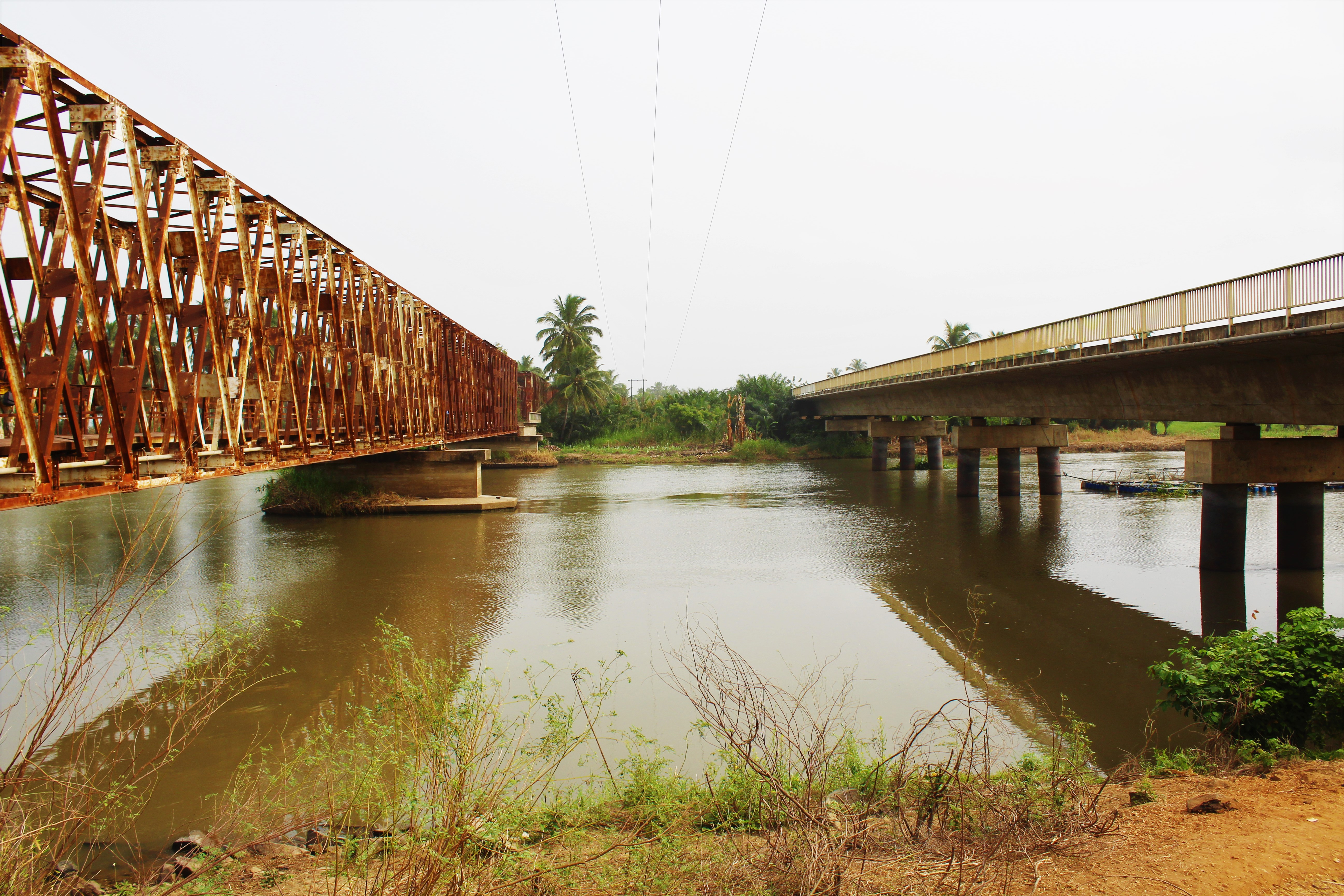
Nuevo puente cerca del antiguo

En 2013 tiene 57 636 habitantes, de los cuales 11 739 viven en el arrondissement de Grand-Popo.
Se ubica en la esquina suroccidental del país, en la costa del Océano Atlántico y junto a la frontera con Togo.

## Subdivisiones
Comprende los siguientes arrondissements:
- Adjaha
- Agoué
- Avloh
- Djanglanmey
- Gbéhoué
- Grand-Popo
- Sazoué